# Sojuz 15
Sojuz 15 è la denominazione di una missione della navicella spaziale Sojuz verso la stazione spaziale sovietica Saljut 3 (ALMAZ 2). Si trattò del quattordicesimo volo equipaggiato di questa capsula, del trentesimo volo nell'ambito del programma Sojuz sovietico nonché del secondo volo equipaggiato verso questa stazione spaziale. Dopo la missione Sojuz 14 ma ancora prima di questa missione erano state lanciate due capsule Sojuz ulteriormente modificate prive di equipaggio sotto la denominazione di Cosmos 670 e di Cosmos 672 per eseguire due ulteriori voli di collaudo.

## Equipaggio
- Gennadij Vasil'evič Sarafanov (primo volo), comandante
- Lev Stepanovič Dëmin (primo volo), ingegnere di bordo

## Missione
Obiettivo della missione fu la continuazione dei lavori iniziati dall'equipaggio della Sojuz 14 presso la stazione spaziale Saljut 3/Almaz 2. Nonostante venne eseguita la manovra di aggancio meccanico con la stazione spaziale, non si fu in grado di collegare ermeticamente la navicella Sojuz con la stazione spaziale stessa, tanto che fu impossibile eseguire il passaggio dei cosmonauti verso l'interno della stazione spaziale stessa. Siccome la navicella spaziale era dotata esclusivamente di accumulatori di energia funzionanti chimicamente, i quali assicuravano riserve di energia abbastanza modeste, si dovette interrompere la missione dopo soli due giorni di volo onde poter garantire il sicuro rientro a terra dell'equipaggio.